# 포르뷔르흐엣로역
포르뷔르흐엣로(네덜란드어: Voorburg 't Loo) 역은 네덜란드 포르뷔르흐(Voorburg)에 위치한 란드스타트레일의 역이다.

## 역사
이 역은 1974년에 호프플레인레인(Hofpleinlijn, 헤이그-로테르담 호프플레인)의 개통과 함께 철도역으로서 개장되었다. 1977년 5월 20일부터 이 역은 주테르메이르 선에서 운영되는 헤이그 발 운행을 통한 주테르메이르 스타드스레인 열차를 운영했다. 철도역은 2006년 6월 3일에 폐선하였고, 2006년 10월 29일에는 HTM 전차 노선(3호선 & 4호선)을, 2006년 11월 11일에는 RET 지하철 노선(E선)을 위해 란드스타트레일 역으로 재개장하였다.
이 역은 양옆에 2개의 승강장이 있다. 이들은 고상승강장과 저상승강장을 가지고 있으며, 3호선과 4호선은 저상승강장을 사용하고 E선은 고상승강장을 사용한다.

## 열차 운행
포르뷔르흐엣로역을 지나는 열차 운행은 아래와 같다.
- RR3선 (HTM) : 아르놀트 스풀플레인 - 헤이그 중앙역 - 포르뷔르흐엣로 - 드리만스폴더르 - 센트룸 베스트
- RR4선 (HTM) : 더 아위토프 - 레이엔뷔르흐 - 헤이그 중앙역 - 포르뷔르흐엣로 - 센트룸 베스트 - 란싱에르란트-주테르메이르
- E선 (RET) : 헤이그 중앙역 - 란판NOI - 포르뷔르흐엣로 - 로테르담 중앙역 - 슬링어

## 트램 및 버스 노선
이 운행은 도로 사이의 잔디 구간에 운행하는 전차의 거리상에서 출발한다.
- R-net 트램 2호선 (딜렌뷔르흐싱얼 - 레이드센하허 - 포르뷔르흐엣로 - 란 반 NOI 역 - 중앙역 - 흐로터 마르크트 - 메디스 센트룸 하흘란던 - 로스다위넌 - 크라이엔스테인베흐)
- 46번 버스 (프린센호프 - 레이드스헨담 - 포르뷔르흐엣로 - 포르뷔르흐역)

## 인접정차역
| 란드스타트레일                        | 란드스타트레일 | 란드스타트레일              |
| ------------------------------------- | -------------- | --------------------------- |
| 레이드스헨담-포르뷔르흐 슬링어        | E선 (RET)      | 란판NOI 헤이그 중앙역       |
| 레이드스헨담-포르뷔르흐 센트룸 베스트 | RR3선 (HTM)    | 란판NOI 아르놀트 스풀플레인 |
| 레이드스헨담-포르뷔르흐 야발란        | RR4선 (HTM)    | 란판NOI 더 아위토프         |

## 같이 보기
- 란드스타트레일
- 로테르담 지하철
- 헤이그 노면전차